# 六足論
六足論（ろくそくろん）とは、仏教の部派の1つである説一切有部における、6つの論書の総称。この「六足論」に対して、『発智論』を「身論」と呼ぶ。
大正蔵では第26巻「毘曇部一」のNo1536-1542にかけて収録。

## 構成
六足論は、以下の6論から成る。
- 『集異門足論』（しゅういもんそくろん、梵: Saṃgītiparyāya[2][3]）
- 『法蘊足論』（ほううんそくろん、梵: Dharmaskandha[2][3]）
- 『施設論』（せせつろん、梵: Prajñapti[4], Prajñaptibhāṣya[4], Prajñaptiśāstra[4], ）
- 『界身足論』（かいしんそくろん、梵: Dhātukāya[3] ）
- 『識身足論』（しきしんそくろん、梵: Vijñānakāya[3] ）
- 『品類足論』（ほんるいそくろん、梵: Prakaraṇa[5], Pakaraṇa[5], Prakaraṇagrantha[4],  Prakaraṇapāda[4], Prakaraṇaśāstra[4]）